# Llista de topònims de Montornès del Vallès
Llista de topònims (noms propis de lloc) del municipi de Montornès del Vallès, al Vallès Oriental
Informació actualitzada per un bot. Els canvis manuals es perdran quan s'actualitzi!

## arbre singular
| imatge | Nom                                      | Ubicat a             | instància de   | Detalls                      | coordenades | Protecció | Commons (més fotos) | Dades a WD                    |
| ------ | ---------------------------------------- | -------------------- | -------------- | ---------------------------- | --- | --------- | ------------------- | ----------------------------- |
|        | alzina de Repsol                         | Montornès del Vallès | arbre singular | 20th century                 | 41° 33′ 49″ N, 2° 16′ 36″ E / 41.5635°N,2.27653°E ca:C/ de l'alzina                                                         |           |                     | Modifica les dades a Wikidata |
|        | alzines de ca l'Ametller                 | Montornès del Vallès | arbre singular | Taxon: alzina (Quercus ilex) | 41° 32′ 53″ N, 2° 16′ 44″ E / 41.54818°N,2.27898°E ca:Carrer dels Cirerers, s/n. 08170 - Montornès del Vallès               |           |                     | Modifica les dades a Wikidata |
|        | roure a l'avinguda Mare de Déu del Carme | Montornès del Vallès | arbre singular |                              | 41° 32′ 24″ N, 2° 15′ 50″ E / 41.53989°N,2.26376°E ca:Avinguda de la Mare de Déu del Carme, 2. 08170 - Montornès del Vallès |           |                     | Modifica les dades a Wikidata |

## bosc
| imatge | Nom                     | Ubicat a             | instància de | Detalls | coordenades | Protecció | Commons (més fotos) | Dades a WD                    |
| ------ | ----------------------- | -------------------- | ------------ | ------- | --- | --------- | ------------------- | ----------------------------- |
|        | Bosc de can Saiol       | Montornès del Vallès | bosc         |         | 41° 32′ 47″ N, 2° 16′ 44″ E / 41.5464°N,2.2789°E ca:08170 - Montornès del Vallès                                     |           |                     | Modifica les dades a Wikidata |
|        | Bosc de can Vilaró      | Montornès del Vallès | bosc         |         | 41° 32′ 48″ N, 2° 16′ 26″ E / 41.54653°N,2.27384°E ca:08170 - Montornès del Vallès                                   |           |                     | Modifica les dades a Wikidata |
|        | Pineda de can Parellada | Montornès del Vallès | bosc pineda  |         | 41° 33′ 49″ N, 2° 16′ 46″ E / 41.56356°N,2.27936°E ca:Lucta 08170 - Montornès del Vallès                             |           |                     | Modifica les dades a Wikidata |
|        | bosc de la Merxa        | Montornès del Vallès | bosc         |         | 41° 31′ 49″ N, 2° 15′ 38″ E / 41.53024°N,2.26044°E ca:Vessant nord del turó del Montcau 08170 - Montornès del Vallès |           |                     | Modifica les dades a Wikidata |

## carrer
| imatge | Nom                                   | Ubicat a             | instància de | Detalls      | coordenades                                                                                              | Protecció | Commons (més fotos) | Dades a WD                    |
| ------ | ------------------------------------- | -------------------- | ------------ | ------------ | --- | --------- | ------------------- | ----------------------------- |
|        | Carrer Major                          | Montornès del Vallès | carrer       | 20th century | 41° 32′ 34″ N, 2° 15′ 56″ E / 41.54276°N,2.26546°E ca:C/ Major. 08170 - Montornès del Vallès             |           |                     | Modifica les dades a Wikidata |
|        | Carrer Nou                            | Montornès del Vallès | carrer       |              | 41° 32′ 27″ N, 2° 16′ 02″ E / 41.54082°N,2.26729°E ca:08170 - Montornès del Vallès                       |           |                     | Modifica les dades a Wikidata |
|        | baixada de l'Església                 | Montornès del Vallès | carrer       |              | 41° 32′ 27″ N, 2° 16′ 03″ E / 41.5407°N,2.26759°E ca:Baixada de l'Església. 08170 - Montornès del Vallès |           |                     | Modifica les dades a Wikidata |
|        | carrer de Sant Lluís                  | Montornès del Vallès | carrer       |              | 41° 32′ 40″ N, 2° 15′ 54″ E / 41.54446°N,2.265°E ca:C/ Sant Lluís. 08170 - Montornès del Vallès          |           |                     | Modifica les dades a Wikidata |
|        | carrer de l'Estrella                  | Montornès del Vallès | carrer       |              | 41° 32′ 31″ N, 2° 15′ 59″ E / 41.542°N,2.26649°E ca:Carrer de l'Estrella. 08170 - Montornès del Vallès   |           |                     | Modifica les dades a Wikidata |
|        | carrer de la Sagrera - carrer Céllecs | Montornès del Vallès | carrer       |              | 41° 32′ 25″ N, 2° 16′ 05″ E / 41.54023°N,2.26811°E ca:08170 - Montornès del Vallès                       |           |                     | Modifica les dades a Wikidata |

## casa
| imatge | Nom                                                                  | Ubicat a             | instància de             | Detalls                                     | coordenades | Protecció                   | Commons (més fotos)                | Dades a WD                    |
| ------ | -------------------------------------------------------------------- | -------------------- | ------------------------ | ------------------------------------------- | --- | --------------------------- | ---------------------------------- | ----------------------------- |
|        | Ca l'Arturo                                                          | Montornès del Vallès | casa                     | 1923                                        | 41° 32′ 36″ N, 2° 15′ 58″ E / 41.54331°N,2.26607°E ca:Carrer de Sant Isidre, 3 - 7. 08170 - Montornès del Vallès                                                                       |                             |                                    | Modifica les dades a Wikidata |
|        | Ca l'Ollé                                                            | Montornès del Vallès | casa                     | 1930                                        | 41° 32′ 36″ N, 2° 15′ 52″ E / 41.54321°N,2.26449°E ca:Avinguda de l'Onze de Setembre, 25. 08170 - Montornès del Vallès                                                                 |                             |                                    | Modifica les dades a Wikidata |
|        | Ca n'Alsina                                                          | Montornès del Vallès | casa                     | Estil: arquitectura popular 20th century    | 41° 32′ 44″ N, 2° 15′ 08″ E / 41.54546°N,2.2521°E ca:Carrer de la Masia Alsina s/n. 08170 - Montornès del Vallès                                                                       |                             |                                    | Modifica les dades a Wikidata |
|        | Cal Quadro                                                           | Montornès del Vallès | casa                     | 20th century                                | 41° 32′ 34″ N, 2° 15′ 51″ E / 41.54271°N,2.26416°E ca:Avinguda de l'Onze de Setembre, 8. 08170 - Montornès del Vallès                                                                  |                             |                                    | Modifica les dades a Wikidata |
|        | Cal Sidro Cassó                                                      | Montornès del Vallès | casa                     | 1885                                        | 41° 32′ 31″ N, 2° 15′ 59″ E / 41.54193°N,2.2664°E ca:Carrer de l'Estrella, 25. 08170 - Montornès del Vallès                                                                            |                             |                                    | Modifica les dades a Wikidata |
|        | Cal Sidro Didot i cal Gil                                            | Montornès del Vallès | casa                     | 1922                                        | 41° 32′ 37″ N, 2° 15′ 56″ E / 41.54351°N,2.26552°E ca:Carrer de Sant Isidre, 12 - 14. 08170 - Montornès del Vallès                                                                     |                             |                                    | Modifica les dades a Wikidata |
|        | Can Badenes                                                          | Montornès del Vallès | casa                     | 20th century                                | 41° 33′ 06″ N, 2° 16′ 47″ E / 41.55171°N,2.27985°E ca:Carrer de les Moreres, 16. 08170 - Montornès del Vallès 91 msnm                                                                  |                             | Can Badenes (Montornès del Vallès) | Modifica les dades a Wikidata |
|        | Can Bellavista                                                       | Montornès del Vallès | casa                     | Estil: noucentisme 20th century             | 41° 32′ 38″ N, 2° 15′ 56″ E / 41.544°N,2.26548°E ca:Avinguda de l'Onze de Setembre, 45. 08170 - Montornès del Vallès                                                                   |                             |                                    | Modifica les dades a Wikidata |
|        | Can Ferrari                                                          | Montornès del Vallès | casa edifici residencial | 1934                                        | 41° 32′ 40″ N, 2° 16′ 05″ E / 41.54453°N,2.26819°E 41° 32′ 40″ N, 2° 16′ 05″ E / 41.54451370239258°N,2.26818323135376°E ca:Joan Miró, 9                                                |                             |                                    | Modifica les dades a Wikidata |
|        | Can Marcelino                                                        | Montornès del Vallès | casa                     | 1924                                        | 41° 32′ 36″ N, 2° 15′ 53″ E / 41.54344°N,2.26476°E ca:Avinguda de l'Onze de Setembre, 23. 08170 - Montornès del Vallès                                                                 |                             |                                    | Modifica les dades a Wikidata |
|        | Can Monteis                                                          | Montornès del Vallès | casa                     | Estil: arquitectura eclèctica 1907          | 41° 32′ 33″ N, 2° 15′ 56″ E / 41.54245°N,2.26561°E ca:Carrer Major, 18 08170 - Montornès del Vallès                                                                                    |                             |                                    | Modifica les dades a Wikidata |
|        | Can Pau Vicens                                                       | Montornès del Vallès | casa                     |                                             | 41° 32′ 31″ N, 2° 16′ 00″ E / 41.54183°N,2.26668°E ca:Carrer de l'Estrella, 33. 08170 - Montornès del Vallès                                                                           |                             |                                    | Modifica les dades a Wikidata |
|        | Can Pep                                                              | Montornès del Vallès | casa                     |                                             | 41° 32′ 31″ N, 2° 16′ 00″ E / 41.54186°N,2.26662°E ca:Carrer de l'Estrella, 31. 08170 - Montornès del Vallès                                                                           |                             |                                    | Modifica les dades a Wikidata |
|        | Can Pepó                                                             | Montornès del Vallès | casa                     | 20th century                                | 41° 32′ 34″ N, 2° 15′ 56″ E / 41.54291°N,2.26554°E ca:C/ Bruc, 12/ Mogent, 5-7 08170 - Montornès del Vallès                                                                            |                             |                                    | Modifica les dades a Wikidata |
|        | Can Pere Paleta                                                      | Montornès del Vallès | casa                     | 20th century                                | 41° 32′ 33″ N, 2° 15′ 57″ E / 41.54238°N,2.2658°E ca:Carrer Major, 22 i 24 08170 - Montornès del Vallès                                                                                |                             |                                    | Modifica les dades a Wikidata |
|        | Can Pompilio                                                         | Montornès del Vallès | casa                     | Estil: arquitectura modernista 19th century | 41° 32′ 31″ N, 2° 15′ 58″ E / 41.542046°N,2.266183°E ca:Estrella, 21 | bé cultural d'interès local |                                    | Modifica les dades a Wikidata |
|        | Can Quela                                                            | Montornès del Vallès | casa                     | 19th century                                | 41° 32′ 31″ N, 2° 15′ 59″ E / 41.54197°N,2.26628°E ca:Carrer de l'Estrella, 23. 08170 - Montornès del Vallès                                                                           |                             |                                    | Modifica les dades a Wikidata |
|        | Can Saurina                                                          | Montornès del Vallès | casa edifici residencial |                                             | 41° 32′ 34″ N, 2° 15′ 52″ E / 41.54286193847656°N,2.2644550800323486°E 41° 32′ 34″ N, 2° 15′ 52″ E / 41.54282°N,2.26446°E ca:Major, 2 ca:Carrer Major, 2. 08170 - Montornès del Vallès |                             |                                    | Modifica les dades a Wikidata |
|        | Can Verdaguer                                                        | Montornès del Vallès | casa                     | Estil: arquitectura modernista 1921         | 41° 32′ 34″ N, 2° 15′ 53″ E / 41.542828°N,2.264701°E ca:Major, 4 | bé cultural d'interès local |                                    | Modifica les dades a Wikidata |
|        | Can Xerracan                                                         | Montornès del Vallès | casa                     | 20th century                                | 41° 32′ 24″ N, 2° 15′ 49″ E / 41.54°N,2.26348°E ca:Plaça dels Països Catalans, 1. 08170 - Montornès del Vallès                                                                         |                             |                                    | Modifica les dades a Wikidata |
|        | Casa 29 del carrer Estrella                                          | Montornès del Vallès | casa                     |                                             | 41° 32′ 31″ N, 2° 16′ 00″ E / 41.54188°N,2.26653°E ca:Carrer de l'Estrella, 29. 08170 - Montornès del Vallès                                                                           |                             |                                    | Modifica les dades a Wikidata |
|        | Torre Gran                                                           | Montornès del Vallès | casa                     | Estil: arquitectura modernista 1923         | 41° 32′ 34″ N, 2° 15′ 53″ E / 41.542788°N,2.264784°E ca:Major, 6 | bé cultural d'interès local |                                    | Modifica les dades a Wikidata |
|        | casa al carrer del Bruc número 1/carrer d'Onze de Setembre número 14 | Montornès del Vallès | casa                     | 20th century                                | 41° 32′ 36″ N, 2° 15′ 54″ E / 41.54331°N,2.26492°E ca:08170 - Montornès del Vallès |                             |                                    | Modifica les dades a Wikidata |
|        | habitatge al carrer de Mogent, números 15-17                         | Montornès del Vallès | casa                     | 1930s                                       | 41° 32′ 37″ N, 2° 15′ 57″ E / 41.54364°N,2.26573°E ca:Carrer de Mogent, núms. 15-1708170 - Montornès del Vallès                                                                        |                             |                                    | Modifica les dades a Wikidata |
|        | habitatge al carrer del Bruc, número 4                               | Montornès del Vallès | casa                     | 20th century                                | 41° 32′ 35″ N, 2° 15′ 54″ E / 41.54318°N,2.26492°E ca:08170 - Montornès del Vallès |                             |                                    | Modifica les dades a Wikidata |

## conjunt d'edificis
| imatge | Nom                                                              | Ubicat a             | instància de       | Detalls      | coordenades | Protecció | Commons (més fotos) | Dades a WD                    |
| ------ | ---------------------------------------------------------------- | -------------------- | ------------------ | ------------ | --- | --------- | ------------------- | ----------------------------- |
|        | Conjunt habitatges carrer Major 8 a 14                           | Montornès del Vallès | conjunt d'edificis | 1925         | 41° 32′ 34″ N, 2° 15′ 54″ E / 41.54269°N,2.265°E ca:C/ Major 8 a 14 - 08170 - Montornès del Vallès                 |           |                     | Modifica les dades a Wikidata |
|        | conjunt d'habitatges al carrer de Sant Isidre, números 6-8-10-14 | Montornès del Vallès | conjunt d'edificis | 20th century | 41° 32′ 36″ N, 2° 15′ 56″ E / 41.54332°N,2.26556°E ca:08170 - Montornès del Vallès                                 |           |                     | Modifica les dades a Wikidata |
|        | conjunt d'habitatges de Montornès Nord                           | Montornès del Vallès | conjunt d'edificis | 1960s        | 41° 33′ 10″ N, 2° 16′ 02″ E / 41.55283°N,2.26713°E ca:Serra de can Parellada. 08170 - Montornès del Vallès         |           |                     | Modifica les dades a Wikidata |
|        | conjunt d'habitatges del carrer d'en Capella                     | Montornès del Vallès | conjunt d'edificis | 19th century | 41° 32′ 26″ N, 2° 15′ 52″ E / 41.54065°N,2.26432°E ca:Carrer d'en Capella. 08170 - Montornès del Vallès            |           |                     | Modifica les dades a Wikidata |
|        | conjunt d'habitatges del carrer del General Prim                 | Montornès del Vallès | conjunt d'edificis | 19th century | 41° 32′ 28″ N, 2° 15′ 59″ E / 41.54115°N,2.26638°E ca:Carrer del General Prim. 08170 - Montornès del Vallès        |           |                     | Modifica les dades a Wikidata |
|        | passatge Sant Sadurní, 4-6-8                                     | Montornès del Vallès | conjunt d'edificis |              | 41° 32′ 27″ N, 2° 16′ 00″ E / 41.54094°N,2.2667°E ca:Passatge de Sant Sadurní, 4-6-8. 08170 - Montornès del Vallès |           |                     | Modifica les dades a Wikidata |

## curs d'aigua
| imatge | Nom                   | Ubicat a | instància de                                               | Detalls                                                                      | coordenades                                                                                               | Protecció | Commons (més fotos) | Dades a WD                    |
| ------ | --------------------- | --- | ---------------------------------------------------------- | ---------------------------------------------------------------------------- | --- | --------- | ------------------- | ----------------------------- |
|        | Congost               | província de Barcelona Osona Vallès Oriental                                                                | curs d'aigua àrea protegida Pla d'Espais d'Interès Natural | Travessa: Osona Vallès Oriental Desemboca: Besòs Llarg: 41km Conca: 358.4km² | 41° 32′ 47″ N, 2° 15′ 05″ E / 41.546525°N,2.251326°E 41° 50′ 34″ N, 2° 10′ 58″ E / 41.842662°N,2.182677°E |           | Congost River       | Modifica les dades a Wikidata |
|        | Mogent                | Llinars del Vallès Vilalba Sasserra la Roca del Vallès Vallromanes Montornès del Vallès Vilanova del Vallès | curs d'aigua riu                                           | Desemboca: Besòs Llarg: 31.4km                                               | 41° 38′ 06″ N, 2° 27′ 14″ E / 41.635103°N,2.453769°E 41° 32′ 48″ N, 2° 15′ 05″ E / 41.546602°N,2.251394°E |           | Mogent              | Modifica les dades a Wikidata |
|        | riera d’Ardenya       | Montornès del Vallès Vilanova del Vallès Vallromanes                                                        | curs d'aigua                                               | Desemboca: Mogent Llarg: 3.5km                                               | 41° 32′ 27″ N, 2° 18′ 30″ E / 41.54078°N,2.30836°E 41° 33′ 18″ N, 2° 16′ 41″ E / 41.554967°N,2.278157°E   |           | Riera d’Ardenya     | Modifica les dades a Wikidata |
|        | torrent de can Blanco | Montornès del Vallès                                                                                        | curs d'aigua                                               | Desemboca: Mogent                                                            | 41° 32′ 41″ N, 2° 15′ 20″ E / 41.54484°N,2.25554°E ca:08170 - Montornès del Vallès                        |           |                     | Modifica les dades a Wikidata |

## edifici
| imatge | Nom                                      | Ubicat a             | instància de | Detalls                          | coordenades | Protecció                   | Commons (més fotos) | Dades a WD                    |
| ------ | ---------------------------------------- | -------------------- | ------------ | -------------------------------- | --- | --------------------------- | ------------------- | ----------------------------- |
|        | Ca la Clareta                            | Montornès del Vallès | edifici      | 19th century                     | 41° 32′ 31″ N, 2° 16′ 00″ E / 41.54181°N,2.26675°E ca:Carrer de l'Estrella, 37. 08170 - Montornès del Vallès                                 |                             |                     | Modifica les dades a Wikidata |
|        | Casablanca                               | Montornès del Vallès | edifici      | 20th century                     | 41° 32′ 43″ N, 2° 15′ 19″ E / 41.5452°N,2.25515°E ca:Avinguda de Barcelona, 47. 08170 - Montornès del Vallès                                 |                             |                     | Modifica les dades a Wikidata |
|        | Molí del Vent                            | Montornès del Vallès | edifici      | Estil: arquitectura popular 1883 | 41° 32′ 43″ N, 2° 16′ 17″ E / 41.545186°N,2.271365°E ca:Av. de l'Onze de Setembre, 61                                                        | bé cultural d'interès local |                     | Modifica les dades a Wikidata |
|        | Nucli antic                              | Montornès del Vallès | edifici      |                                  | 41° 32′ 26″ N, 2° 16′ 04″ E / 41.5405°N,2.2677°E ca:08170 - Montornès del Vallès                                                             | bé cultural d'interès local |                     | Modifica les dades a Wikidata |
|        | Rectoria                                 | Montornès del Vallès | edifici      | 1946                             | 41° 32′ 24″ N, 2° 16′ 02″ E / 41.54011°N,2.26727°E ca:Camí antic de Martorelles, 3. 08170 - Montornès del Vallès                             |                             |                     | Modifica les dades a Wikidata |
|        | Refugi antiaeri de Ca l'Arnau            | Montornès del Vallès | edifici      | 1938                             | 41° 33′ 50″ N, 2° 16′ 36″ E / 41.56395°N,2.27676°E ca:Carrer de Can Parellada / Passatge del Camp de l'Aviació. 08170 - Montornès del Vallès | bé cultural d'interès local |                     | Modifica les dades a Wikidata |
|        | Xalet les Alzinetes                      | Montornès del Vallès | edifici      | 1956                             | 41° 32′ 34″ N, 2° 15′ 51″ E / 41.54291°N,2.26404°E ca:Avinguda de l'Onze de Setembre, 19-2. 08170 - Montornès del Vallès                     |                             |                     | Modifica les dades a Wikidata |
|        | antic ajuntament de Montornès del Vallès | Montornès del Vallès | edifici      | Estil: noucentisme 1930          | 41° 32′ 23″ N, 2° 16′ 04″ E / 41.539858°N,2.267852°E ca:Plaça de Joaquim Mir, 1. 08170 - Montornès del Vallès                                | bé cultural d'interès local |                     | Modifica les dades a Wikidata |

## entitat singular de població
| imatge | Nom              | Ubicat a             | instància de                                                                   | Detalls   | coordenades                                                                 | Protecció | Commons (més fotos) | Dades a WD                    |
| ------ | ---------------- | -------------------- | ------------------------------------------------------------------------------ | --------- | --------------------------------------------------------------------------- | --------- | ------------------- | ----------------------------- |
|        | Montornès Centre | Montornès del Vallès | entitat singular de població capital municipal ens local històric de Catalunya | 13292 hab | 41° 32′ 27″ N, 2° 15′ 54″ E / 41.54093°N,2.26507°E 90 msnm                  |           |                     | Modifica les dades a Wikidata |
|        | Montornès Nord   | Montornès del Vallès | entitat singular de població                                                   | 3747 hab  | 41° 33′ 11″ N, 2° 15′ 45″ E / 41.5531007891251°N,2.26253229173119°E 98 msnm |           |                     | Modifica les dades a Wikidata |

## església
| imatge | Nom                                           | Ubicat a             | instància de                 | Detalls                    | coordenades | Protecció                                  | Commons (més fotos)       | Dades a WD                    |
| ------ | --------------------------------------------- | -------------------- | ---------------------------- | -------------------------- | --- | ------------------------------------------ | ------------------------- | ----------------------------- |
|        | Mare de Déu del Carme de Montornès del Vallès | Montornès del Vallès | església església parroquial | 1974                       | 41° 33′ 13″ N, 2° 15′ 57″ E / 41.553617°N,2.265743°E ca:Plaça de l'Església del Carme. 08170 - Montornès del Vallès | bé integrant del patrimoni cultural català |                           | Modifica les dades a Wikidata |
|        | Sant Jaume de can Masferrer                   | Montornès del Vallès | església                     | 16th century               | 41° 33′ 27″ N, 2° 16′ 33″ E / 41.5574463522541°N,2.27592578366876°E ca:Masia de Can Masferrer 103 msnm              |                                            |                           | Modifica les dades a Wikidata |
|        | Sant Sadurní de Montornès                     | Montornès del Vallès | església església parroquial | Estil: arquitectura gòtica | 41° 32′ 25″ N, 2° 16′ 03″ E / 41.540252°N,2.267488°E ca:Camí antic de Martorelles, 3. 08170 - Montornès del Vallès  | bé cultural d'interès local                | Sant Sadurní de Montornès | Modifica les dades a Wikidata |

## indret
| imatge | Nom                 | Ubicat a             | instància de | Detalls | coordenades                                                                        | Protecció | Commons (més fotos) | Dades a WD                    |
| ------ | ------------------- | -------------------- | ------------ | ------- | ---------------------------------------------------------------------------------- | --------- | ------------------- | ----------------------------- |
|        | Plana de can Vilaró | Montornès del Vallès | indret       |         | 41° 33′ 08″ N, 2° 16′ 37″ E / 41.55236°N,2.27687°E ca:08170 - Montornès del Vallès |           | Plana de can Vilaró | Modifica les dades a Wikidata |
|        | Vinyes Velles       | Montornès del Vallès | indret       |         | 41° 32′ 18″ N, 2° 15′ 28″ E / 41.53844°N,2.25765°E ca:08170 - Montornès del Vallès |           |                     | Modifica les dades a Wikidata |

## jaciment arqueològic
| imatge | Nom                                   | Ubicat a                      | instància de                       | Detalls | coordenades                                                                          | Protecció                                                  | Commons (més fotos) | Dades a WD                    |
| ------ | ------------------------------------- | ----------------------------- | ---------------------------------- | ------- | ------------------------------------------------------------------------------------ | ---------------------------------------------------------- | ------------------- | ----------------------------- |
|        | Mons Observans                        | Montmeló Montornès del Vallès | jaciment arqueològic               |         | 41° 33′ 00″ N, 2° 15′ 28″ E / 41.5501°N,2.25771°E ca:Camí de les Tres Creus 120 msnm | bé cultural d'interès nacional                             | Mons Observans      | Modifica les dades a Wikidata |
|        | Poblat Ibèric del Turó de Sant Miquel | Montornès del Vallès          | jaciment arqueològic poblat ibèric |         | 41° 31′ 44″ N, 2° 16′ 26″ E / 41.528809°N,2.27392°E                                  | bé cultural d'interès local bé cultural d'interès nacional |                     | Modifica les dades a Wikidata |
|        | Turó de Sant Miquel (Montornès)       | Montornès del Vallès          | jaciment arqueològic               |         | 41° 31′ 44″ N, 2° 16′ 26″ E / 41.52880888888889°N,2.27392°E                          | bé d'interès cultural bé cultural d'interès nacional       |                     | Modifica les dades a Wikidata |

## masia
| imatge | Nom                    | Ubicat a             | instància de | Detalls                                        | coordenades | Protecció                   | Commons (més fotos)                  | Dades a WD                    |
| ------ | ---------------------- | -------------------- | ------------ | ---------------------------------------------- | --- | --------------------------- | ------------------------------------ | ----------------------------- |
|        | Ca l'Arnau             | Montornès del Vallès | masia casa   | Estil: arquitectura popular 1966 Estat: malmès | 41° 33′ 51″ N, 2° 16′ 36″ E / 41.56421°N,2.27655°E ca:C. de Can Parellada - ptge. del Camp d'Aviació 103 msnm                       | bé cultural d'interès local | Ca l'Arnau (Montornès del Vallès)    | Modifica les dades a Wikidata |
|        | Ca la Dolors           | Montornès del Vallès | masia        |                                                | 41° 32′ 24″ N, 2° 16′ 24″ E / 41.5399823859052°N,2.27325533933606°E                                                                 |                             |                                      | Modifica les dades a Wikidata |
|        | Ca n'Ametller          | Montornès del Vallès | masia        | 16th century                                   | 41° 32′ 53″ N, 2° 16′ 41″ E / 41.54803°N,2.27807°E ca:Crtra. BV-5001, km 19,2 93 msnm                                               | bé cultural d'interès local | Ca n'Ametller (Montornès del Vallès) | Modifica les dades a Wikidata |
|        | Ca n'Olivé             | Montornès del Vallès | masia        | 16th century                                   | 41° 32′ 14″ N, 2° 15′ 54″ E / 41.537109°N,2.264935°E ca:Avinguda de la Mare de Déu de Montserrat, s/n. 08170 - Montornès del Vallès | bé cultural d'interès local |                                      | Modifica les dades a Wikidata |
|        | Cal Ferrer             | Montornès del Vallès | masia        |                                                | 41° 32′ 25″ N, 2° 16′ 05″ E / 41.54035°N,2.26808°E ca:Sagrera 4 08170 - Montornès del Vallès                                        |                             |                                      | Modifica les dades a Wikidata |
|        | Can Bosquerons         | Montornès del Vallès | masia        | Estil: arquitectura popular                    | 41° 32′ 32″ N, 2° 14′ 46″ E / 41.542284°N,2.246005°E ca:Carretera BV-5001, km 16 82 msnm                                            | bé cultural d'interès local | Can Bosquerons                       | Modifica les dades a Wikidata |
|        | Can Bosquerons de Baix | Montornès del Vallès | masia        | 20th century                                   | 41° 32′ 39″ N, 2° 14′ 38″ E / 41.54427°N,2.24386°E ca:Carrer de Can Bosquerons, 7. 08170 - Montornès del Vallès                     |                             |                                      | Modifica les dades a Wikidata |
|        | Can Coll               | Montornès del Vallès | masia        | Estil: arquitectura popular                    | 41° 32′ 17″ N, 2° 15′ 49″ E / 41.538102°N,2.263664°E ca:Av. Mare de Déu de Montserrat                                               | bé cultural d'interès local | Can Coll (Montornès del Vallès)      | Modifica les dades a Wikidata |
|        | Can Galvany            | Montornès del Vallès | masia        | 16th century                                   | 41° 32′ 20″ N, 2° 16′ 41″ E / 41.538787080866°N,2.2779681856001°E ca:Camí de Can Genís, 2 126 msnm                                  | bé cultural d'interès local | Can Galvany (Montornès del Vallès)   | Modifica les dades a Wikidata |
|        | Can Genís              | Montornès del Vallès | masia        |                                                | 41° 32′ 10″ N, 2° 16′ 50″ E / 41.5360387078655°N,2.28066007225241°E                                                                 |                             |                                      | Modifica les dades a Wikidata |
|        | Can Masferrer          | Montornès del Vallès | masia        | Estil: arquitectura gòtica 16th century        | 41° 33′ 27″ N, 2° 16′ 34″ E / 41.557528°N,2.276035°E ca:Pol. Ind. Can Masferrer. Can Parellada                                      | bé cultural d'interès local |                                      | Modifica les dades a Wikidata |
|        | Can Pastor             | Montornès del Vallès | masia        | Estil: arquitectura popular 1960s              | 41° 32′ 59″ N, 2° 15′ 31″ E / 41.54981°N,2.25859°E ca:Vial Nord, s/n. 08170 - Montornès del Vallès 90 msnm                          |                             | Can Pastor (Montornès del Vallès)    | Modifica les dades a Wikidata |
|        | Can Primo              | Montornès del Vallès | masia        | Estil: noucentisme 1898                        | 41° 32′ 33″ N, 2° 15′ 57″ E / 41.542597°N,2.265819°E ca:Major, 21-23 / Passatge de Can Primo                                        | bé cultural d'interès local |                                      | Modifica les dades a Wikidata |
|        | Can Quirze             | Montornès del Vallès | masia        |                                                | 41° 32′ 59″ N, 2° 15′ 32″ E / 41.54966°N,2.25902°E ca:Vial Nord, s/n. 08170 - Montornès del Vallès 78 msnm                          |                             | Can Quirze (Montornès del Vallès)    | Modifica les dades a Wikidata |
|        | Can Roca-Umbert        | Montornès del Vallès | masia        | Estil: arquitectura popular                    | 41° 32′ 15″ N, 2° 15′ 59″ E / 41.537507°N,2.266284°E ca:Camí antic de Martorelles o de Coll Mercader                                | bé cultural d'interès local |                                      | Modifica les dades a Wikidata |
|        | Can Saiol              | Montornès del Vallès | masia        | 18th century                                   | 41° 32′ 51″ N, 2° 16′ 51″ E / 41.547519°N,2.280815°E ca:Crtra. BV-5001, km 19,1 103 msnm                                            | bé cultural d'interès local |                                      | Modifica les dades a Wikidata |
|        | Can Sala               | Montornès del Vallès | masia        |                                                | 41° 32′ 13″ N, 2° 16′ 22″ E / 41.536878°N,2.272751°E ca:Mariana Pineda, 1 142 msnm                                                  | bé cultural d'interès local | Can Sala (Montornès del Vallès)      | Modifica les dades a Wikidata |
|        | Can Saüquet Vell       | Montornès del Vallès | masia        |                                                | 41° 32′ 06″ N, 2° 16′ 33″ E / 41.5351074178801°N,2.27579137695199°E                                                                 |                             |                                      | Modifica les dades a Wikidata |
|        | Can Xec                | Montornès del Vallès | masia        | 20th century                                   | 41° 32′ 34″ N, 2° 16′ 34″ E / 41.542672°N,2.276213°E ca:Carrer de Vallromanes, 53. 08170 - Montornès del Vallès                     | bé cultural d'interès local |                                      | Modifica les dades a Wikidata |
|        | Manso Calders          | Montornès del Vallès | masia        | Estil: arquitectura popular 19th century       | 41° 32′ 37″ N, 2° 15′ 46″ E / 41.543519°N,2.262788°E ca:Ctra. Barcelona                                                             | bé cultural d'interès local |                                      | Modifica les dades a Wikidata |
|        | Mas Vilaró             | Montornès del Vallès | masia        | Estil: arquitectura popular                    | 41° 32′ 46″ N, 2° 16′ 19″ E / 41.546144°N,2.27193°E ca:Av. de l'Onze de Setembre, 61                                                | bé cultural d'interès local | Can Vilaró (Montornès del Vallès)    | Modifica les dades a Wikidata |
|        | Torre Sola             | Montornès del Vallès | masia        | 20th century                                   | 41° 32′ 11″ N, 2° 16′ 04″ E / 41.53642°N,2.26788°E ca:Camí antic de Martorelles, s/n. 08170 - Montornès del Vallès                  |                             |                                      | Modifica les dades a Wikidata |
|        | el Molí                | Montornès del Vallès | masia        | 20th century                                   | 41° 32′ 29″ N, 2° 16′ 19″ E / 41.541469681592°N,2.27200382779079°E ca:Avinguda d'Icària, 7 - 9. 08170 - Montornès del Vallès        |                             |                                      | Modifica les dades a Wikidata |

## mobiliari urbà
| imatge | Nom                    | Ubicat a             | instància de   | Detalls      | coordenades | Protecció | Commons (més fotos) | Dades a WD                    |
| ------ | ---------------------- | -------------------- | -------------- | ------------ | --- | --------- | ------------------- | ----------------------------- |
|        | Fanal del carrer Major | Montornès del Vallès | mobiliari urbà | 20th century | 41° 32′ 34″ N, 2° 15′ 52″ E / 41.54288°N,2.26436°E ca:Confluència de l'avinguda de l'Onze de Setembre amb el carrer Major. 08170 - Montornès del Vallès |           |                     | Modifica les dades a Wikidata |
|        | Verge del Carme        | Montornès del Vallès | mobiliari urbà | 20th century | 41° 32′ 11″ N, 2° 15′ 58″ E / 41.53644°N,2.26603°E ca:08170 - Montornès del Vallès                                                                      |           |                     | Modifica les dades a Wikidata |

## monument
| imatge | Nom                                  | Ubicat a             | instància de              | Detalls | coordenades | Protecció | Commons (més fotos) | Dades a WD                    |
| ------ | ------------------------------------ | -------------------- | ------------------------- | ------- | --- | --------- | ------------------- | ----------------------------- |
|        | Escultura Ametlla                    | Montornès del Vallès | monument obra escultòrica | 2007    | 41° 32′ 38″ N, 2° 15′ 34″ E / 41.54391098022461°N,2.259526014328003°E 41° 32′ 38″ N, 2° 15′ 34″ E / 41.54385°N,2.25957°E ca:Rotonda en la confluència entre l'av. d'Ernest Lluch i l'av. de Barcelona ca:08170 - Montornès del Vallès |           |                     | Modifica les dades a Wikidata |
|        | Escultura Laberint i Punt de Trobada | Montornès del Vallès | monument                  |         | 41° 33′ 21″ N, 2° 16′ 14″ E / 41.55591583251953°N,2.2705109119415283°E ca:Rotonda del carrer de Carles Ribes |           |                     | Modifica les dades a Wikidata |
|        | Escultura Memòria Històrica          | Montornès del Vallès | monument                  |         | 41° 32′ 34″ N, 2° 15′ 51″ E / 41.5428466796875°N,2.264292001724243°E ca:Plaça de la República |           |                     | Modifica les dades a Wikidata |
|        | Monument a Clavé                     | Montornès del Vallès | monument                  | 1982    | 41° 32′ 35″ N, 2° 16′ 00″ E / 41.54305°N,2.26665°E ca:Carrer de Sant Isidre, 13. 08170 - Montornès del Vallès |           |                     | Modifica les dades a Wikidata |

## muntanya
| imatge | Nom              | Ubicat a                         | instància de | Detalls | coordenades                                                                                         | Protecció | Commons (més fotos)                | Dades a WD                    |
| ------ | ---------------- | -------------------------------- | ------------ | ------- | --------------------------------------------------------------------------------------------------- | --------- | ---------------------------------- | ----------------------------- |
|        | el Telègraf      | Montornès del Vallès             | muntanya     |         | 41° 32′ 26″ N, 2° 15′ 01″ E / 41.540528°N,2.250414°E 200 msnm                                       |           | El Telègraf (Montornès del Vallès) | Modifica les dades a Wikidata |
|        | les Tres Creus   | Montornès del Vallès Montmeló    | muntanya     |         | 41° 33′ 08″ N, 2° 15′ 26″ E / 41.55213889°N,2.25719444°E ca:08170 - Montornès del Vallès 150.2 msnm |           | Les Tres Creus (Montmeló)          | Modifica les dades a Wikidata |
|        | turó de Montcau  | Montornès del Vallès             | muntanya     |         | 41° 31′ 50″ N, 2° 15′ 29″ E / 41.530433°N,2.258115°E 339 msnm                                       |           | Turó de Montcau                    | Modifica les dades a Wikidata |
|        | turó de la Salve | Vallromanes Montornès del Vallès | muntanya     |         | 41° 31′ 53″ N, 2° 16′ 35″ E / 41.531471°N,2.276499°E ca:08170 - Montornès del Vallès 316 msnm       |           | Turó de la Salve                   | Modifica les dades a Wikidata |

## nucli de població
| imatge | Nom                  | Ubicat a             | instància de      | Detalls | coordenades                                                         | Protecció | Commons (més fotos) | Dades a WD                    |
| ------ | -------------------- | -------------------- | ----------------- | ------- | ------------------------------------------------------------------- | --------- | ------------------- | ----------------------------- |
|        | Can Bosquerons       | Montornès del Vallès | nucli de població |         | 41° 32′ 28″ N, 2° 15′ 07″ E / 41.54111563123°N,2.2519783590347°E    |           |                     | Modifica les dades a Wikidata |
|        | Can Coll             | Montornès del Vallès | nucli de població |         | 41° 32′ 17″ N, 2° 15′ 41″ E / 41.53817°N,2.26125°E                  |           | Can Coll (nucli)    | Modifica les dades a Wikidata |
|        | Can Comes            | Montornès del Vallès | nucli de població |         | 41° 32′ 21″ N, 2° 16′ 08″ E / 41.5390987120879°N,2.26884148196918°E |           |                     | Modifica les dades a Wikidata |
|        | Can Parellada        | Montornès del Vallès | nucli de població |         | 41° 33′ 20″ N, 2° 15′ 45″ E / 41.555595779306°N,2.2626036913855°E   |           |                     | Modifica les dades a Wikidata |
|        | Can Xec              | Montornès del Vallès | nucli de població |         | 41° 32′ 32″ N, 2° 16′ 28″ E / 41.542240865878°N,2.27430906775314°E  |           |                     | Modifica les dades a Wikidata |
|        | el Barri del Castell | Montornès del Vallès | nucli de població |         | 41° 32′ 19″ N, 2° 16′ 34″ E / 41.538567123011°N,2.2759842639087°E   |           |                     | Modifica les dades a Wikidata |

## obra escultòrica
| imatge | Nom                                          | Ubicat a             | instància de     | Detalls | coordenades                                                                                                   | Protecció | Commons (més fotos) | Dades a WD                    |
| ------ | -------------------------------------------- | -------------------- | ---------------- | ------- | --- | --------- | ------------------- | ----------------------------- |
|        | Escultura Homenatge a García Lorca           | Montornès del Vallès | obra escultòrica | 1998    | 41° 33′ 17″ N, 2° 16′ 08″ E / 41.55464°N,2.26887°E ca:Pça. Federico García Lorca 08170 - Montornès del Vallès |           |                     | Modifica les dades a Wikidata |
|        | Escultura d'homenatge al Marc. Mont-Art 1990 | Montornès del Vallès | obra escultòrica | 1990    | 41° 32′ 41″ N, 2° 15′ 59″ E / 41.54476°N,2.26651°E ca:Rambla de Sant Sadurní. 08170 - Montornès del Vallès    |           |                     | Modifica les dades a Wikidata |

## polígon industrial
| imatge | Nom                               | Ubicat a             | instància de       | Detalls | coordenades                                                         | Protecció | Commons (més fotos) | Dades a WD                    |
| ------ | --------------------------------- | -------------------- | ------------------ | ------- | ------------------------------------------------------------------- | --------- | ------------------- | ----------------------------- |
|        | Polígon industrial Can Bosquerons | Montornès del Vallès | polígon industrial |         | 41° 32′ 32″ N, 2° 14′ 28″ E / 41.5422252822735°N,2.24119546453047°E |           |                     | Modifica les dades a Wikidata |
|        | Polígon industrial Can Parellada  | Montornès del Vallès | polígon industrial |         | 41° 33′ 45″ N, 2° 16′ 34″ E / 41.5625540975665°N,2.2760246713927°E  |           |                     | Modifica les dades a Wikidata |
|        | Polígon industrial Casa Nova      | Montornès del Vallès | polígon industrial |         | 41° 33′ 22″ N, 2° 16′ 02″ E / 41.556004716228°N,2.26731990756968°E  |           |                     | Modifica les dades a Wikidata |
|        | Polígon industrial El Congost     | Montornès del Vallès | polígon industrial |         | 41° 33′ 57″ N, 2° 16′ 22″ E / 41.5658121529485°N,2.27276207024646°E |           |                     | Modifica les dades a Wikidata |
|        | Polígon industrial El Raiguer     | Montornès del Vallès | polígon industrial |         | 41° 33′ 27″ N, 2° 15′ 53″ E / 41.5574020698637°N,2.26468989882239°E |           |                     | Modifica les dades a Wikidata |
|        | Polígon industrial Riera Marsà    | Montornès del Vallès | polígon industrial |         | 41° 32′ 53″ N, 2° 15′ 35″ E / 41.5480386656246°N,2.25972418131832°E |           |                     | Modifica les dades a Wikidata |

## pont
| imatge | Nom              | Ubicat a                      | instància de | Detalls                                                   | coordenades | Protecció                   | Commons (més fotos) | Dades a WD                    |
| ------ | ---------------- | ----------------------------- | ------------ | --------------------------------------------------------- | --- | --------------------------- | ------------------- | ----------------------------- |
|        | Pont Vell        | Montmeló Montornès del Vallès | pont         | Estil: arquitectura popular Travessa: Besòs Estat: ruïnós | 41° 32′ 48″ N, 2° 14′ 53″ E / 41.546738°N,2.248058°E ca:08170 - Montornès del Vallès                                                                 | bé cultural d'interès local |                     | Modifica les dades a Wikidata |
|        | Pont de Montmeló | Montornès del Vallès          | pont         | 1959 Travessa: Besòs Estat: bon estat                     | 41° 32′ 47″ N, 2° 15′ 01″ E / 41.54633°N,2.25014°E ca:BV-5126 / Pg. del riu Besós 82 msnm                                                            |                             | Pont de Montmeló    | Modifica les dades a Wikidata |
|        | Pont de la Torre | Montornès del Vallès          | pont         | 1913 Estat: malmès                                        | 41° 32′ 32″ N, 2° 15′ 46″ E / 41.5421°N,2.26272°E ca:Confluència de les avingudes de Barcelona i de l'Onze de Setembre. 08170 - Montornès del Vallès |                             |                     | Modifica les dades a Wikidata |

## Misc
| imatge | Nom                                             | Ubicat a                         | instància de               | Detalls                          | coordenades | Protecció                                            | Commons (més fotos)                           | Dades a WD                    |
| ------ | ----------------------------------------------- | -------------------------------- | -------------------------- | -------------------------------- | --- | ---------------------------------------------------- | --------------------------------------------- | ----------------------------- |
|        | Bassa de ca l'Arnau                             | Montornès del Vallès             | bassa                      | 20th century                     | 41° 33′ 38″ N, 2° 16′ 15″ E / 41.5605°N,2.27093°E ca:Al costat de la via del tren 08170 - Montornès del Vallès                                                     |                                                      |                                               | Modifica les dades a Wikidata |
|        | Bosc del Castell                                | Montornès del Vallès             |                            |                                  | 41° 31′ 37″ N, 2° 16′ 11″ E / 41.52693°N,2.26963°E ca:08170 - Montornès del Vallès                                                                                 |                                                      |                                               | Modifica les dades a Wikidata |
|        | Castell de Montornès                            | Montornès del Vallès Vallromanes | castell                    |                                  | 41° 31′ 39″ N, 2° 16′ 20″ E / 41.5275°N,2.27222222°E ca:08170 - Montornès del Vallès                                                                               | bé d'interès cultural bé cultural d'interès nacional | Castell de Montornès                          | Modifica les dades a Wikidata |
|        | Creus del turó de les Tres Creus                | Montornès del Vallès             | element arquitectònic      | 20th century                     | 41° 33′ 07″ N, 2° 15′ 26″ E / 41.552°N,2.25721°E ca:08170 - Montornès del Vallès                                                                                   |                                                      |                                               | Modifica les dades a Wikidata |
|        | Parc dels Castanyers                            | Montornès del Vallès             | jardí públic               | 20th century                     | 41° 32′ 45″ N, 2° 16′ 08″ E / 41.54577°N,2.26886°E ca:Carrer de Can Parera, s/n. 08170 - Montornès del Vallès                                                      |                                                      |                                               | Modifica les dades a Wikidata |
|        | Terminus Augustalis                             | Montornès del Vallès             | estructura arquitectònica  |                                  | 41° 32′ 34″ N, 2° 15′ 52″ E / 41.54278945922851°N,2.2644689083099365°E ca:Interior de Can Saurina (Major, 2)                                                       |                                                      |                                               | Modifica les dades a Wikidata |
|        | Torre d'aigua de can Masferrer                  | Montornès del Vallès             | torre d'aigua              | 1883                             | 41° 33′ 29″ N, 2° 16′ 36″ E / 41.55809°N,2.27663°E 41° 33′ 27″ N, 2° 16′ 36″ E / 41.55739212036133°N,2.276546001434326°E ca:Pol. Ind. Can Masferrer. Can Parellada |                                                      |                                               | Modifica les dades a Wikidata |
|        | Torre del Telègraf                              | Montornès del Vallès             | torre de telegrafia òptica | Estil: arquitectura popular 1828 | 41° 32′ 26″ N, 2° 15′ 01″ E / 41.540529°N,2.250281°E ca:Can Bosquerons de Dalt. 08170 - Montornès del Vallès                                                       | bé cultural d'interès local                          | Torre del Telègraf (Montornès del Vallès)     | Modifica les dades a Wikidata |
|        | antiga mina de fluorita de Montornès del Vallès | Montornès del Vallès             | mina                       | 20th century                     | 41° 32′ 10″ N, 2° 15′ 23″ E / 41.53619444444445°N,2.256361111111111°E ca:Torrent de Vinyes Velles 08170 - Montornès del Vallès                                     | bé cultural d'interès local                          |                                               | Modifica les dades a Wikidata |
|        | barraca amb pou                                 | Montornès del Vallès             | barraca de vinya           | 20th century                     | 41° 34′ 22″ N, 2° 16′ 53″ E / 41.57265°N,2.28131°E ca:Pàrking discoteca EI-BI-SI 08170 - Montornès del Vallès                                                      |                                                      |                                               | Modifica les dades a Wikidata |
|        | casa consistorial de Montornès del Vallès       | Montornès del Vallès             | casa consistorial          |                                  | 41° 32′ 43″ N, 2° 16′ 02″ E / 41.5453733°N,2.2672432°E |                                                      |                                               | Modifica les dades a Wikidata |
|        | creu de terme                                   | Montornès del Vallès             | creu de terme              | 1944                             | 41° 32′ 38″ N, 2° 15′ 57″ E / 41.54402°N,2.26582°E ca:08170 - Montornès del Vallès                                                                                 |                                                      |                                               | Modifica les dades a Wikidata |
|        | drac de Montornès del Vallès                    | Montornès del Vallès             | drac                       |                                  | |                                                      | Drac de Montornès del Vallès                  | Modifica les dades a Wikidata |
|        | font de Santa Caterina                          | Montornès del Vallès             | font                       | 19th century                     | 41° 32′ 46″ N, 2° 15′ 06″ E / 41.546127°N,2.251573°E ca:08170 - Montornès del Vallès 75 msnm                                                                       |                                                      | Font de Santa Caterina (Montornès del Vallès) | Modifica les dades a Wikidata |
|        | plaça de Joaquim Mir                            | Montornès del Vallès             | plaça                      |                                  | 41° 32′ 25″ N, 2° 16′ 04″ E / 41.54024°N,2.26791°E ca:Plaça de Joaquim Mir. 08170 - Montornès del Vallès                                                           |                                                      |                                               | Modifica les dades a Wikidata |